# Campionato d'Asia per club 1970
Il Campionato d'Asia per club 1970 è stata la 3ª edizione del massimo torneo calcistico asiatico per squadre di club maggiori maschili.
Per la prima volta nella storia della competizione il torneo fu vinto da una squadra iraniana: il Taj si laureò campione continentale dopo aver sconfitto in finale gli israeliani dell'Hapoel Tel Aviv.

## Formula
Il torneo, svoltosi interamente a Teheran, vede partecipare sette squadre ripartite in due gironi all'italiana con la prima e la seconda classificata che ottengono la qualificazione alla fase ad eliminazione diretta. Le semifinali, includenti due sfide incrociate tra la prima e la seconda classificata dei due gironi, stabiliscono quali squadre devono affrontarsi per il primo e per il terzo posto.

## Squadre partecipanti
- West Bengal
- PSMS Medan
- Taj
- Hapoel Tel Aviv
- Homenetmen
- Selangor
- Royal Thai Police

## Risultati

### Fase a gironi

#### Gruppo A
| Squadra    | P.ti | G | V | P | S | RF | RS | DR |
| ---------- | ---- | - | - | - | - | -- | -- | -- |
| Taj        | 4    | 2 | 2 | 0 | 0 | 6  | 0  | +6 |
| Homenetmen | 2    | 2 | 1 | 0 | 1 | 4  | 5  | -1 |
| Selangor   | 0    | 2 | 0 | 0 | 2 | 2  | 7  | -5 |

| Teheran 1970 | Taj | 3 – 0 | Homenetmen |  |

| Teheran 1970 | Taj | 3 – 0 | Selangor |  |

| Teheran 1970 | Homenetmen | 4 – 2 | Selangor |  |

#### Gruppo B
| Squadra           | P.ti | G | V | P | S | RF | RS | DR  |
| ----------------- | ---- | - | - | - | - | -- | -- | --- |
| Hapoel Tel Aviv   | 6    | 3 | 3 | 0 | 0 | 11 | 2  | +9  |
| PSMS Medan        | 4    | 3 | 2 | 0 | 1 | 6  | 3  | +3  |
| West Bengal       | 2    | 3 | 1 | 0 | 2 | 3  | 5  | −2  |
| Royal Thai Police | 0    | 3 | 0 | 0 | 3 | 1  | 11 | −10 |

| Teheran 1970 | Hapoel Tel Aviv | 5 – 0 | Royal Thai Police |  |

| Teheran 1970 | PSMS Medan | 1 – 0 | West Bengal |  |

| Teheran 1970 | Hapoel Tel Aviv | 3 – 1 | West Bengal |  |

| Teheran 1970 | PSMS Medan | 4 – 0 | Royal Thai Police |  |

| Teheran 1970 | Hapoel Tel Aviv | 3 – 1 | PSMS Medan |  |

| Teheran 1970 | West Bengal | 2 – 1 | Royal Thai Police |  |

### Fase a eliminazione diretta

#### Semifinali
| Teheran 1970 | Hapoel Tel Aviv | 2 – 0 | Homenetmen |  |

| Teheran 1970 | Taj | 2 – 0 | PSMS Medan |  |

#### Finale per il terzo posto
| Teheran 1970 | Homenetmen | 1 – 0 | PSMS Medan |  |

#### Finale
| Teheran 10 aprile 1970                                              | Taj       | 2 – 1     | Hapoel Tel Aviv |  |
| \| \| \| \| \| Vafakhah 83’ Moeini 92’ \| Marcatori \| 69’ Hazum \| |           |           |                 |  |
|                                                                     |           |           |                 |  |
| Vafakhah 83’ Moeini 92’                                             | Marcatori | 69’ Hazum |                 |  |